# Bazeilles-sur-Othain
Bazeilles-sur-Othain – miejscowość i gmina we Francji, w regionie Grand Est, w departamencie Moza.
Według danych na rok 1990 gminę zamieszkiwały 72 osoby, a gęstość zaludnienia wynosiła 9 osób/km² (wśród 2335 gmin Lotaryngii Bazeilles-sur-Othain plasuje się na 973. miejscu pod względem liczby ludności, natomiast pod względem powierzchni na miejscu 747.).